# Digernäs Smultronbacken
Digernäs Smultronbacken är en bebyggelse i Sunne socken i Östersunds kommun. SCB avgränsade här en småort 2020.